# Irina Bugrímova
Irina Nikoláyevna Bugrímova (Járkov, 13 de marzo de 1910-Moscú, 20 de febrero de 2001) fue una artista circense soviética, que fue la primera domadora de leones en la Unión Soviética. Calificada como una "leyenda del circo" por fuentes como la BBC, Bugrimova fue la primera mujer en Rusia y la entonces Unión Soviética en trabajar con leones, tigres y ligres en una variedad de actos escénicos, y entrenó a más de 70 grandes felinos durante su carrera.

## Trayectoria
Irina Bugrimova nació en Járkov, Imperio ruso (actual Ucrania) el 13 de marzo de 1910. Hija de un veterinario y una bailarina de ballet, destacó en el atletismo cuando era niña, y fue campeona de patinaje de velocidad. Desarrolló una carrera como motociclista y gimnasta en circos, entre otras cosas.
En 1929, Bugrimova se incorporó al Gran Circo Estatal de Moscú, donde conoció a los entrenadores de animales Nikolai Gladilshchikov y Boris Eder, quienes le enseñaron la práctica. Debutó diez años después, en 1939, diseñando ella misma muchos de sus trucos, como leones funambulistas, números con motocicletas y un columpio gigante desde el que saltaba con uno de sus felinos.
En una de las acrobacias, un león corría frente a su motocicleta como si tuviera miedo, mientras que otro saltaba al respaldo de su asiento para seguirlo. Coqueteó con el peligro columpiándose en un columpio gigante con un león. Al final de la rutina, ambos saltaban juntos del columpio y le daba de comer al animal un trozo de carne con los dientes. Su número terminaba con los leones acostados mientras ella retozaba sobre esa alfombra de felinos. Posteriormente trabajó con el Circo Humberto en Checoslovaquia y el Circo de Alemania Oriental.
Bugrimova actuó en circos hasta bien entrados los 60 años, y falleció en Moscú a los noventa.

## Reconocimientos
Fue condecorada varias veces por el estado soviético. Una avenida lleva su nombre en su ciudad natal, Járkov, frente al circo de la ciudad.